# Airea
Airea ist ein osttimoresisches Dorf im Suco Aissirimou (Verwaltungsamt Aileu, Gemeinde Aileu).

## Geographie
Airea befindet sich nahe der Nordgrenze des Sucos Aissirimou in der Aldeia Bessilau. Westlich liegen die Orte Bislau und Turiscai (Suco Madabeno). Die Grenze zu Madabeno bildet hier die Überlandstraße von der Gemeindehauptstadt Aileu zur Landeshauptstadt Dili, die bei Airea allerdings vollständig in Madabeno, direkt hinter der Grenze verläuft. An der Überlandstraße befinden sich hier, nördlich von Airea, die Nachbardörfer Berleu Ulu und Aikado. Etwas mehr als einen Kilometer westlich von Airea liegt das größere Dorf Manahalu, in dem es eine Kapelle, ein kleines Hospital und eine Grundschule gibt.